# Каньєте-ла-Реаль
Каньєте-ла-Реаль (ісп. Cañete la Real) — муніципалітет в Іспанії, у складі автономної спільноти Андалусія, у провінції Малага. Населення — 1990 осіб (2010).
Муніципалітет розташований на відстані близько 400 км на південь від Мадрида, 41 км на схід від Малаги.

## Демографія
Динаміка населення (INE ):

## Галерея зображень

Розташування муніципалітету у провінції Малага
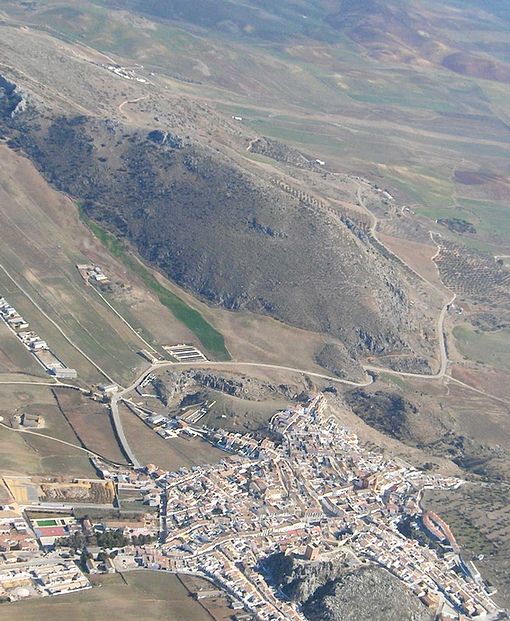
Вид згори
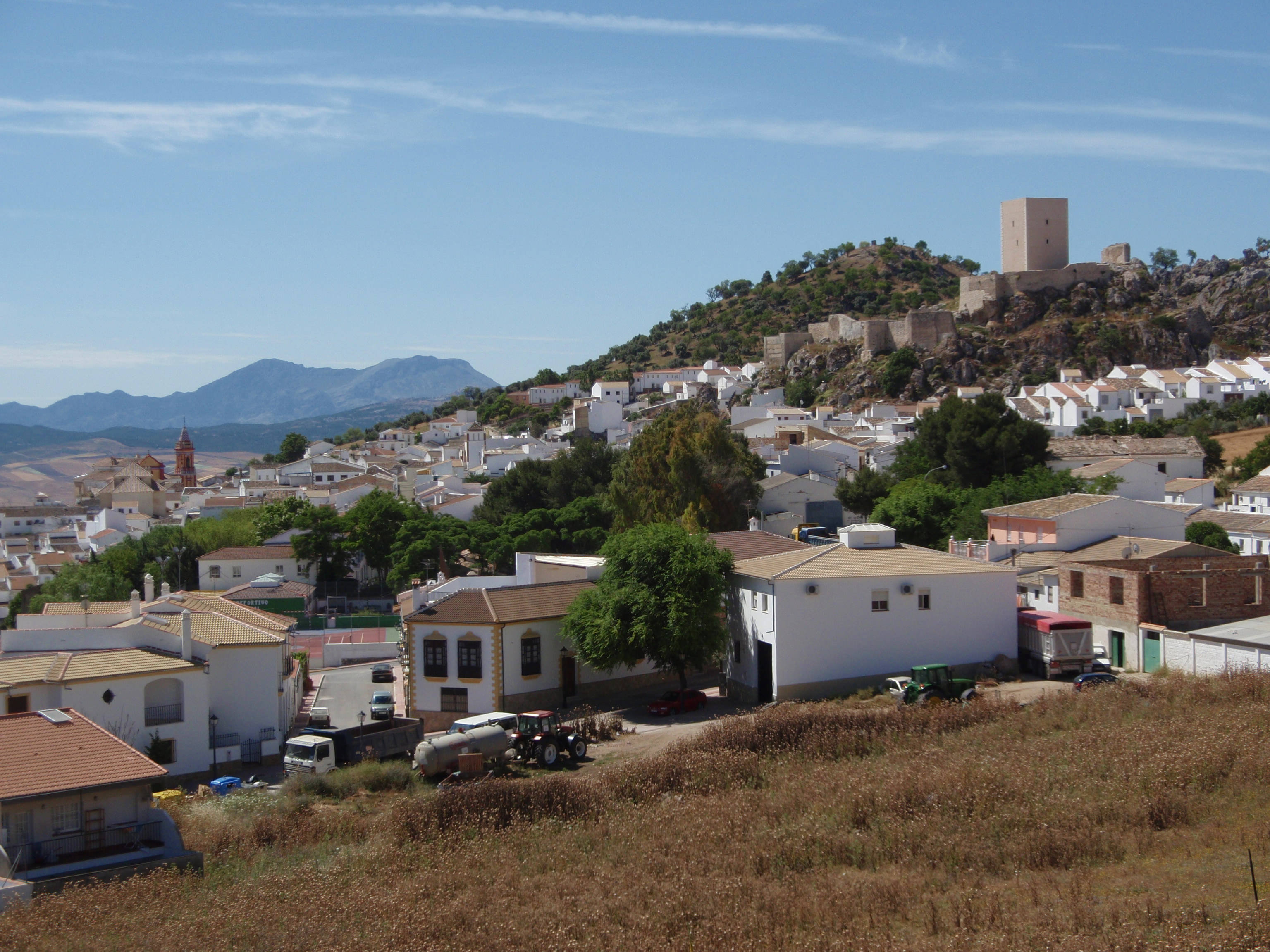
Каньєте-ла-Реаль
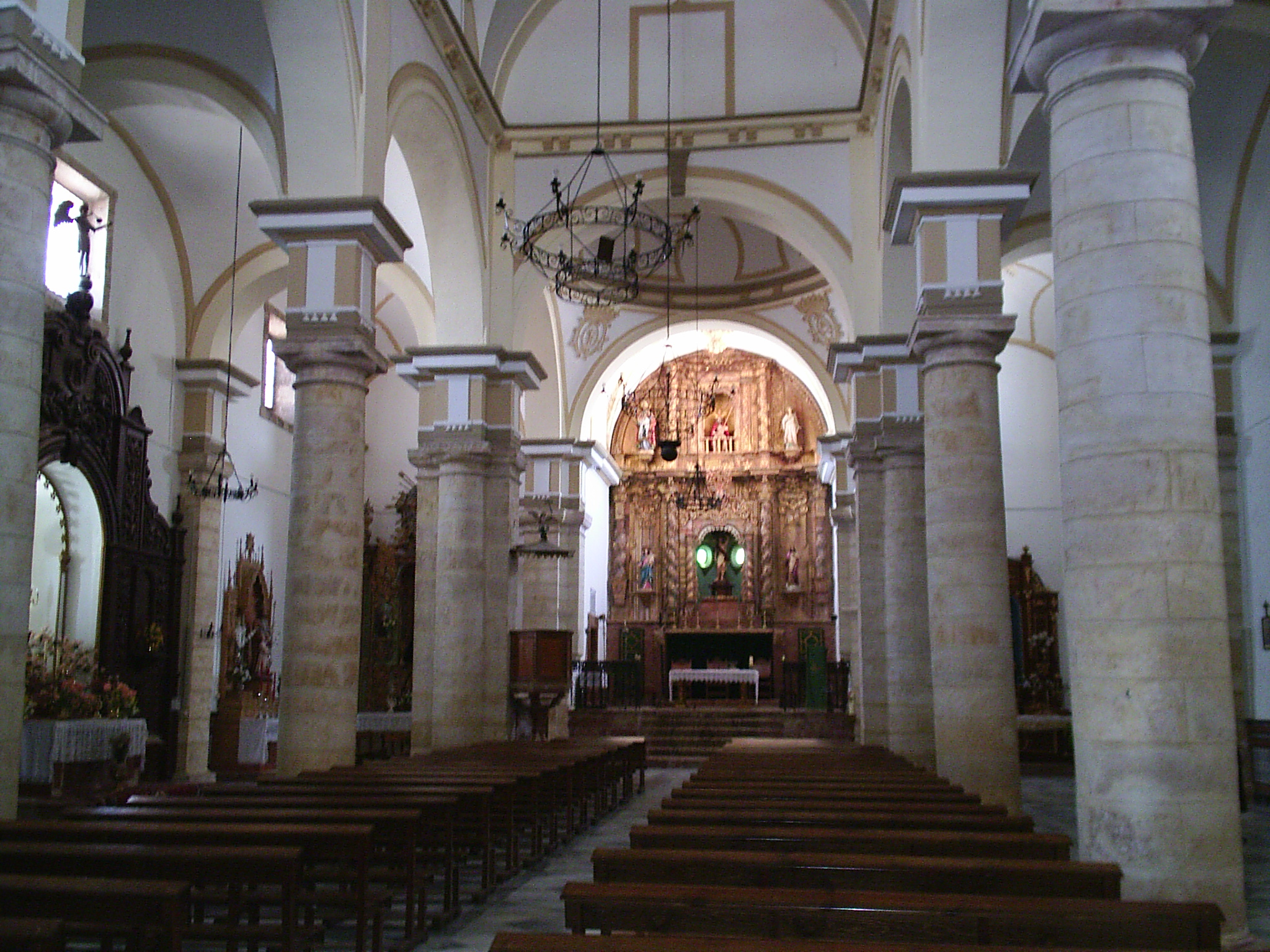
Інтер'єр парафіяльної церкви Сан-Себастьян